# Državni zbor (Avstrijsko cesarstvo)
Državni zbor (nemško Reichsrat) je bil dvodomni parlament Avstrijskega cesarstva (1861-1865) oziroma avstrijskega dela Avstro-Ogrske (Cislajtanije, 1867-1918).
Sestavljala sta ga dva domova: gosposka zbornica (nemško Herrenhaus) in poslanska zbornica (nemško Abgeordnetenhaus). V gosposko zbornico je cesar neposredno imenoval predstavnike visokega plemstva, nekatere cerkvene dostojanstvenike in posameznike, posebno zaslužne za državo (mdr. Slovenca Fran Miklošič in Oton Detela), medtem ko so bili poslanci izvoljeni. Do leta 1873 so jih volili v deželnih zborih, pozneje pa neposredno. Volilna pravica je bila vseskozi omejena na moške, sprva so lahko volili moški, ki so presegli gmotni cenzus, leta 1907 pa je bila uvedena splošna volilna pravica.